# Дячкин, Пётр Акимович
Пётр Акимович Дячкин (1924—1985) — полный кавалер Ордена Славы, участник Великой Отечественной войны, автоматчик стрелковой роты 172-го гвардейского стрелкового полка, гвардии старшина.

## Биография
Пётр Акимович Дячкин родился 22 октября 1922 года в селе Волчий Яр Краснолиманского района Донецкой области, Украина в семье крестьянина.
В 1940 году окончил 7 классов, затем — курсы механизаторов. Работал трактористом в колхозе. В РККА с 1943 года. На фронте — с февраля 1943 года. Особо отличился в боях за освобождение Украины, Польши и при штурме Берлина.
Автоматчик 172-го гвардейского стрелкового полка (57-я гвардейская стрелковая дивизия, 8-я гвардейская армия, 3-й Украинский фронт) гвардии рядовой П. А. Дячкин, в боях за город Одесса (Украина), с 3—го по 10 апреля 1944 года, вывел из строя около 10 и взял в плен 3 солдат противника. 22 апреля 1944 года награждён Орденом Славы 3-й степени.
31 января 1945 года, в бою за населённый пункт Нойендорф (ныне Нова Весь, Польша) П. А. Дячкин уничтожил 7 гитлеровцев. 3 февраля 1945 года, в передовой группе на подручных средствах, преодолел реку Одер у населённого пункта Ней-Маншов (3 км юго-западнее города Киц, Германия), вместе с бойцами атаковал противника, сразил 4 вражеских солдат, одного взял в плен. 17 февраля 1945 года награждён Орденом Славы 2-й степени.
23 апреля 1945 года, в числе первых, преодолел реку Шпрее западнее Берлина (Германия), ворвался в траншею противника, уничтожил 7 гитлеровцев. В уличном бою в Берлине 27 апреля 1945 года огнём из автомата уничтожил 4 солдат противника, гранатами подавил пулемёт, расчистив путь для наступления стрелкам. 15 мая 1946 года награждён Орденом Славы 1-й степени.
После демобилизации в 1946 году П. А. Дячкин возвратился на родину. Работал трактористом. С 1965 года старшина П. А. Дячкин в отставке. Умер 31 июля 1985 года. Похоронен в посёлке Яровая Краснолиманского района Донецкой области, Украина.

## Награды
- Орден Отечественной войны I степени. Указ Президиума Верховного Совета СССР от 11 марта 1985 года.
- Орден Славы I степени (№ 1205).Указ Президиума Верховного Совета СССР от 15 мая 1946 года.
- Орден Славы II степени (№ 25448).Приказ Военного совета 8 гвардейской армии № 483/н от 17 февраля 1945 года.
- Орден Славы III степени (№ 44659).Приказ командира 57 гвардейской стрелковой дивизии № 052 от 22 апреля 1944 года.
- Медаль «За отвагу».Приказ командира 172 гвардейского стрелкового полка № 034/н от 28 января 1944 года.
- Медаль «За победу над Германией в Великой Отечественной войне 1941—1945 гг.». Указ Президиума Верховного Совета СССР от 9 мая 1945 года.
- Медаль «За взятие Берлина».Указ Президиума Верховного Совета СССР от 9 июня 1945 года.
- Другие медали СССР.

## Память
- Почётный гражданин города Горловка Донецкой области, Украина[1].